# Finály István
Kendi Finály István Gusztáv (Kolozsvár, 1876. május 6. – Budapest, 1947. február 13.) okleveles mérnök, a Rimamurány Salgótarjáni Vasmű Rt. központi üzemvezető-főmérnöke.

## Életpályája
Tanulmányait a budapesti műegyetemen végezte el 1898-ban. 1901-ig a vízépítéstani tanszéken működött tanársegédként. 1901–1903 között ösztöndíjjal volt Németországban és Franciaországban tanulmányúton. 1903–1904 között O. Intze professzor aacheni vízépítési tervezőirodájában dolgozott. 1905–1915 között magánmérnöki tevékenységet folytatott és számos vízművet és vízierőművet tervezett hazai és külföldi megbízók számára. 1914-ben műszaki doktorrá avatták. 1917-től a Magyar Földgáz Rt., majd 1929-től a Rimamurányi-Salgótarjáni Vasmű Rt. főmérnöke volt.
Kiváló műtárgyépítő volt. Kiterjedt szakirodalmi munkásságában elsősorban a műtárgyépítés és az energiagazdálkodás kérdéseivel foglalkozott.

## Családja
Szülei: Finály Henrik (1825–1898) egyetemi nyilvános, rendes tanár és Sebesi Anna (1846–1929) voltak. Három testvére volt: Finály Lajos (1870–1935) főfelügyelő, Finály György (1874–1920) orvostudor és Finály Gábor (1871–1951) régész. 1902. június 5-én, Budapesten, házasságot kötött Réthy Gabriellával (1881–1962). Három gyermekük született: István, Péter és Klára. Réthy Mór fizikus veje volt.
Sírja a Farkasréti temetőben található (26/1-11-3/4).

## Művei
- Vízierőművek kiegyenlítő aknáinak méretszámítása (Disszertáció, Budapest, 1914)
- Hegyvidéki vízierők gazdaságos kiépítéséről (Budapest, 1915)
- Hidrotechnika (I. rész. Hidrotechnikai előismeretek, 1. Hidrográfia. 2. Hidrometria. 3. Hidraulika. Budapest, 1926–1928)